# Sciades parkeri
Sciades parkeri é uma espécie de peixes da família Ariidae na ordem dos Siluriformes.

## Morfologia
• Os machos  dessa especie podem chegar atingir os 150 cm de longitude total e 50 kg.

## Distribuição geográfica
Encontra-se nos rios costeros entre Guayana e o norte do Brasil.